# Josefina Zoraida Vázquez
Josefina Zoraida Vázquez Vera (Ciudad de México, 21 de marzo de 1932) es una profesora, historiadora e investigadora,  especialista en la historia de la educación, en historia política y en historia diplomática de México. Obtuvo la Maestría en Historia en la Facultad de Filosofía y Letras de la Universidad Nacional Autónoma de México (UNAM), y dos doctorados, el primero en la Universidad Central de Madrid en 1959, y el segundo en la Facultad de Filosofía y Letras de la UNAM, en 1962. También realizó estudios posdoctorales en Historia de Estados Unidos, en la  Universidad Harvard.

## Estudios
Ingresó en la Facultad de Filosofía y Letras de la Universidad Nacional Autónoma de México, donde obtuvo la maestría en Historia Universal en 1955. Realizó un doctorado en Historia de América en la Universidad Central de Madrid en 1958, una especialización en Historia de Estados Unidos en la Universidad Harvard en 1962 y un doctorado en Historia en la Facultad de Filosofía y Letras de la Universidad Nacional Autónoma de México en 1968.

## Docencia y académica
Fue profesora en multitud de universidades de distintos países. Así, impactió clases en la Universidad Nacional Autónoma de México, en la Universidad Iberoamericana, en la Universidad de Texas en Austin, en la Universidad de California, en la Universidad de Puerto Rico, Universidad de Frankfurt, y en la Universidad de Florencia. Ha sido directora de la carrera de historia en la Universidad Iberoamericana y directora del Centro de Estudios Históricos de El Colegio de México. 
Es investigadora del Sistema Nacional de Investigadores. Es miembro de número de la Academia Mexicana de la Historia desde el 22 de septiembre de 1978 en donde ocupa el sillón 18. En 1979, fue nombrada miembro correspondiente de la Real Academia de la Historia de Madrid, en 1995 miembro correspondiente de la Academia Colombiana de Historia, en 1999 miembro correspondiente de la Academia Nacional de la Historia (Perú) y en 2003 miembro correspondiente de la Academia Nacional de la Historia de Venezuela. Pertenece a la American Historical Association, a la Organization of American Historians y de la Conference of Latin American Historians. También forma parte del Consejo de Redacción de la Historia de América Latina de la Unesco e integrante del Consejo Consultivo de Ciencias de la Presidencia de la República. El 9 de noviembre de 2017 recibió de la Universidad Nacional Autónoma de México el grado de doctora honoris causa por sus méritos excepcionales.

## Reconocimientos
- Premio Interamericano Andrés Bello en 1991 por la Organización de los Estados Americanos
- Fue nombrada Investigadora Nacional Emérita en 1993, por el Sistema Nacional de Investigadores.
- Premio Nacional de Ciencias y Artes en el área de Historia, Ciencias Sociales y Filosofía en 1999, por el gobierno de México.[5]
- Fue nombrada Investigadora Nacional de Excelencia en 2003, por el Sistema Nacional de Investigadores.
- En 2008 fue galardonada con la Medalla 1808 del Gobierno del Distrito Federal.
- Doctor honoris causa por la Universidad Nacional Autónoma de México.
- Doctor honoris causa por la Universidad Autónoma Benito Juárez de Oaxaca.[6]
- Fue fue incluida dentro del proyecto "Mujeres Investigadoras en los Archivos Estatales (1900-1970)” para la descripción archivística y creación de un micrositio específico en el Portal de Archivos Españoles (PARES), desarrollado entre  2020-2023.[1][7] Este proyecto ha sido impulsado por la Subdirección General de Archivos Estatales, con el objetivo visibilizar la labor de investigación realizada en España por las mujeres en el intervalo 1900-1970 partiendo de los registros documentales que se conservan en los Archivos de Gestión de los AAEE del Ministerio de Cultura (el Archivo Histórico Nacional, el Archivo de la Corona de Aragón, el Archivo General de Simancas, el Archivo General de Indias, el Archivo de la Real Chancillería de Valladolid, el Archivo General de la Administración y el Centro de Información Documental de Archivos).

## Obras publicadas
Josefina Zoraida Vázquez ha publicado más de un centenar de artículos para diversas revistas de historia. Ha colaborado para la elaboración de libros de texto y escrito capítulos para ser integrados en diversos libros de historia y enciclopedias. 
- Zoraida Vázquez, Josefina; Meyer, Lorenzo (1985). The United States and Mexico (en inglés). Chicago: University of Chicago Press. ISBN 0226850234. OCLC 651537073.[8][9]
- Zoraida Vázquez, Josefina (15 de agosto de 1990). México y el mundo. Historia de sus relaciones exteriores t. I. México: Senado de la República. ISBN 968-7209-84-4. OCLC 1026068471.
- Zoraida Vázquez, Josefina (15 de noviembre de 1990). México y el mundo. Historia de sus relaciones exteriores, t. II: México, Gran Bretaña y otros países. 1821-1848. México: Senado de la República. ISBN 968-7209-85-2. OCLC 1026068471.
- Zoraida Vázquez, Josefina (1992). «Josefina Zoraida Vázquez (coord.), Interpretaciones del siglo XVIII mexicano. El impacto de las reformas borbónicas». Estudios de Historia Novohispana (23/10/2009) (14): 226-229. doi:10.22201/iih.24486922e.1994.014.3396.
- Zoraida Vázquez, Josefina (1993). «Un viejo tema: el federalismo y el centralismo». Historia Mexicana 42 (3): 621-631. OCLC 7854874759.
- Zoraida Vázquez, Josefina (1998). México al tiempo de su guerra con Estados Unidos (1846-1848) (2 edición). México: El Colegio de México. ISBN 968-16-5375-0. doi:10.2307/j.ctv3f8npp.
- Zoraida Vázquez, Josefina; González, María del Refugio (2000). Tratados de México: soberanía y territorio, 1821-1910. México: Secretaría de Relaciones Exteriores. ISBN 9789688106204. OCLC 651176579.[10]
- Zoraida Vázquez, Josefina (2003). El establecimiento del federalismo en México, 1821-1827. México: El Colegio de México. ISBN 968-12-1109-X.
- Zoraida Vázquez, Josefina (2005). Juárez, El Republicano. México: El Colegio de México. ISBN 9789709765021.
- Zoraida Vázquez, Josefina (2006). «El imperio mexicano y la Capitanía General de Guatemala, 1821-1823». Latin America and the Atlantic World - El Mundo Atlantico Y America Latina (1500-1850): Essays in Honor of Horst Pietschmann (en inglés). ISBN 3412267058.[11]
- Zoraida Vázquez, Josefina (2008). «De la Independencia a la consolidación republicana».  En Escalante, Pablo, ed. Nueva historia mínima de México. ISBN 978-607-628-172-7. OCLC 760643641.[12]
- Zoraida Vázquez, Josefina (2008). «La primera presidencia de Antonio López de Santa Anna».  En Fowler, Will, ed. Gobernantes Mexicanos i: 1821-1910 (Fondo de Cultura Económica). ISBN 9681683692. OCLC 1260469577.